# ریچارد فرانسیس-بروس
ریچارد فرانسیس-بروس (انگلیسی: Richard Francis-Bruce) یک تدوین‌گر فیلم اهل استرالیا است.

## گزیدۀ فیلم‌شناسی
- مکس دیوانه: در آن سوی تاندردوم (۱۹۸۵)
- پشه (۱۹۸۶)
- جادوگران ایست‌ویک (۱۹۸۷)
- سکوت قبرستانی (۱۹۸۹)
- مرد کادیلاک
- روغن لورنزو (۱۹۹۲)
- رستگاری در شاوشنک (۱۹۹۴)
- هفت (۱۹۹۵)
- صخره (۱۹۹۶)
- ایر فورس وان (۱۹۹۷)
- آسمان‌خراش (۱۹۹۳)
- بی‌کلام (۱۹۹۴)
- آدمکش‌های جایگزین (۱۹۹۸)
- غریزه (۱۹۹۹)
- مسیر سبز (۱۹۹۹)
- کاملاً طوفانی (فیلم) (۲۰۰۰)
- هری پاتر و سنگ جادو (۲۰۰۱)
- راهی به‌سوی جنگ (۲۰۰۲)
- کسب‌وکار ایتالیایی (۲۰۰۳)
- فراموش‌شده (۲۰۰۴)
- گوست رایدر (۲۰۰۷)
- داوید و فاطمه (۲۰۰۸)
- روزشکنان (۲۰۰۹)
- شرخر (۲۰۱۰)
- قاتلین (۲۰۱۰)
- خیابان اصلی (۲۰۱۰)
- برای شکوه بزرگتر (۲۰۱۲)
- فراموشی (۲۰۱۳)
- سنت‌شکن (فیلم) (۲۰۱۴)
- حقیقت (۲۰۱۵)
- بن هور (۲۰۱۶)
- پنجاه طیف تاریک‌تر (فیلم) (۲۰۱۷)
- پنجاه طیف آزادی (۲۰۱۸)
- مالفیسنت: بانوی اهریمنی (۲۰۱۹)